# Алмаев, Равиль Асхатович
Алмаев Равиль Асхатович (род. 10 января 1938, в г. Уфа) — инженер-механик. Кандидат технических наук (1967), профессор (1993), изобретатель СССР (1984), Почетный работник высшего профессионального образования Российской Федерации (2008).

## Биография
Алмаев Равиль Асхатович родился 10.01.1938 в г. Уфа, в 1959 окончил Башкирский сельскохозяйственный институт  (ныне Башкирский государственный аграрный университет) , в 1960 — старший инженер-механик дорожно-эксплуатационного участка областного управления Автошосдор (г. Днепропетровск), в 1962 — старший техник ВНИИ кукурузы, 1963 — старший научный сотрудник БНИИСХ, в 1966 доцент Башкирского сельскохозяйственного института (ныне Башкирский государственный аграрный университет), в 1971-1975 – заместитель декана факультета механизации сельского хозяйства, в 1979-1985 — декан факультета гидромелиорации и лесного хозяйства, в 1989-2001 заведующей кафедрой, в 1995-1996 —  декан факультета природообустройства, в 2009-2017— профессор, ведущий преподаватель Башкирского государственного аграрного университета.. Научные исследования посвящены проблемам гидромеханизации производственных процессов в агропромышленном комплексе, биотехнологии и магнитной обработки водных систем. Алмаевым разработаны магнитное устройство противонакипной обработки воды для водогрейных и паровых котлов , культиваторы для выращивания микроводорослей и др. Разработки внедрены на предприятиях Республики Башкортостан, других регионов Российской Федерации и СНГ. Автор более 170 науч. работ и 33 авторских свидетельства на изобретения .

## Избранные труды
- Хлорелла - витаминный корм / Р. А. Алмаев, Т. Ш. Разетдинов, О. И. Прокопов, Н. М. Нурмухаметов. - Уфа: Башк. кн. изд-во, 1982. - 64 с.: ил.
- Механизация погрузочно-разгрузочных работ / Р. А. Алмаев. - Уфа: Башк. кн. изд-во, 1984. - 107 с.: ил. - Библиогр.: с. 106.
- Гидро- и пневмотранспортные установки в сельском хозяйстве / Р. А. Алмаев; Ульяновский СХИ. - Ульяновск: Ульян. СХИ, 1988. - 45 с. - Библиогр.: с. 44.
- Гидравлика трубопроводов: учеб. пособие для студ. вузов, обуч. по инженерным спец.: допущено МСХ РФ / Р. А. Алмаев; МСХ РФ, Башкирский ГАУ. - Уфа: БашГАУ, 2009. - 182 с. - Библиогр.: с. 165.
- Курс гидравлики в примерах и задачах: учеб. пособие для студ. вузов, обучающихся по направлению подготовки 280100-Природообустройство и водопользование: рек. УМО по образованию / Р. А. Алмаев; МСХ РФ, Башкирский ГАУ. - Уфа: Башкирский ГАУ, 2011. - 171 с. - Библиогр.: с. 156.
- Сборник тестов для государственного междисциплинарного экзамена по специальности 140106 "Энергообеспечение предприятий": учебное пособие для студентов вузов, обучающихся по спец.140106 "Энергообеспечение предприятий" направления подготовки дипломированных специалистов 140100 "Теплоэнергетика": допущено УМО по образованию / [Р. С. Аипов и др.] ; Башкирский ГАУ. - Уфа: Башкирский ГАУ, 2012. - 191 с.
- Практикум по гидравлике: учебное пособие для студентов аграрных вузов, обучающихся по инженерным специальностям / Р. А. Алмаев. - Уфа: Башкирский ГАУ, 2015. - 200 с. - Библиогр.: с. 172-173.
- Математическое моделирование гидродинамических процессов в инженерных системах / Р. А. Алмаев // Отопление. Водоснабжение. Кондиционирование: материалы III Международной научно-практической конференции в рамках XIX специализированной выставки "Отопление. Водоснабжение. Кондиционирование", 7-10 апреля 2015г./ Башкирский ГАУ. - Уфа, 2015. - С. 70-74.
- Практикум по гидравлике: учебное пособие для студентов аграрных вузов, обучающихся по инженерным специальностям / Р. А. Алмаев; Министерство сельского хозяйства РФ, Башкирский государственный аграрный университет. - 2-е издание, переработанное и дополненное. - Уфа: Башкирский ГАУ, 2018. - 247 с. - Библиогр.: с. 218-220.

## Награды
- 1981 — Бронзовая медаль ВДНХ СССР
- 1987 — Нагрудной знак «Изобретатель СССР»
- 2000 — Почетная грамота Министерства сельского хозяйства Российской Федерации
- 2008 — Почетный работник высшего профессионального образования Российской Федерации
- 2015 — Почетная грамота Государственного собрания - Курултай Республики Башкортостан